# High/Low
High/Low es el primer disco de estudio de Nada Surf. El disco es conocido por su sencillo Popular.

## Listado de canciones
Todas las canciones fueron escritas por Matthew Caws y Daniel Lorca.
1. "Deeper Well" – 3:55
2. "The Plan" – 4:31
3. "Popular" – 3:48
4. "Sleep" – 3:47
5. "Stalemate" – 3:38
6. "Treehouse" – 2:43
7. "Icebox" – 3:17
8. "Psychic Caramel" – 4:00
9. "Hollywood" – 2:20
10. "Zen Brain" – 4:28